# Іцукі Юї
Юї Іцукі (伊月 ゆい Itsuki Yui; 25 жовтня 1984, Нагоя, префектура Айті) — японська музикантка рок-металу та акторка озвучування (сейю). З 1997 року — співачка в японському рок-гурті Yōsei Teikoku, де виступає під псевдонімом Fairy Yui.
Як акторку озвучування, її можна почути переважно в аніме. Вона виконувала голосові ролі зокрема в D.C.: Da Capo, Futakoi, Kuroshitsuji, My-HiME та Mai-Otome. Її також можна почути у відеоіграх Makai Kingdom, Arcana Heart і True tears.

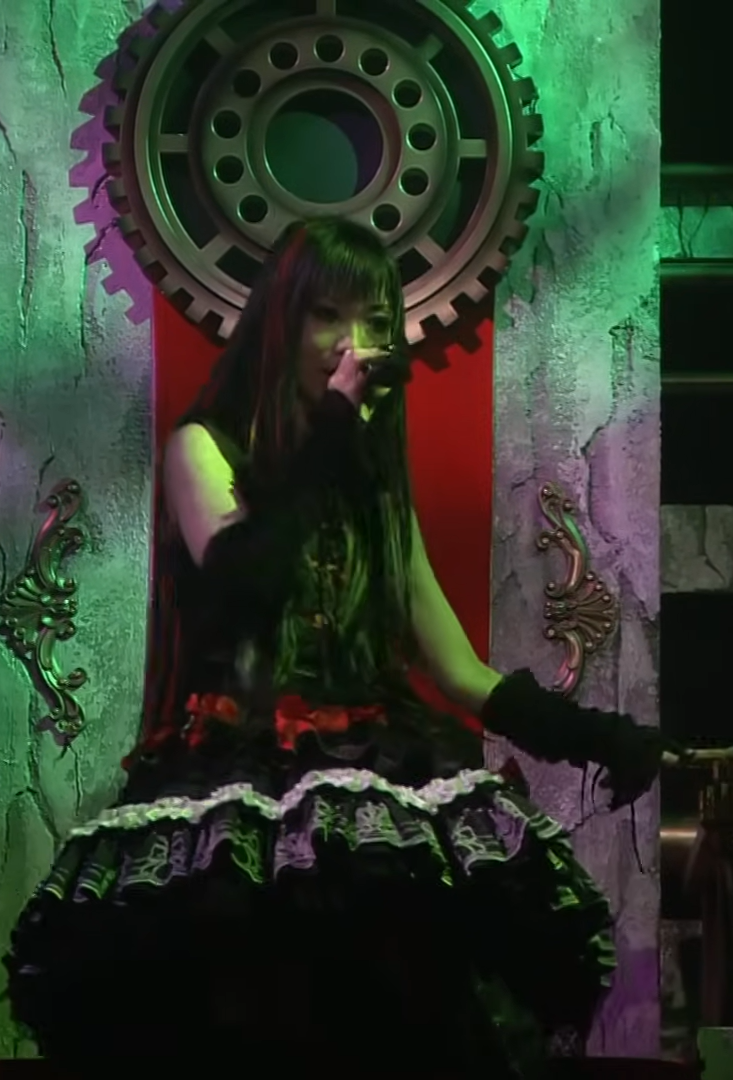

## Кар'єра

### Музика
Іцукі — солістка і авторка пісень в японському рок-гурті Yōsei Teikoku, який існує з 1997 року. До 2010 року цей гурт складався з двох музикантів: Іцукі та Такаха Тачібана. Загалом гурт Yōsei Teikoku випустив одинадцять альбомів, п'ять з яких вийшли, коли гурт був у статусі незалежного. Дискографія гурту також включає два EP та кілька синглів. Як авторка пісень, Іцукі Юї також написала кілька творів, які використовуються як титульна музика або музика кінцевих титрів різних аніме, зокрема пісні Kuusou Mesorogiwi, Filament та Kyōki Chinden, усі ці пісні звучать у аніме Mirai Nikki або в її OVA Mirai Nikki Redial. До цього часу (стан:2021) Іцукі Юї виступала переважно тільки в Японії. Хоча й брала участь в різних аніме-фестивалях у США, зокрема в A-Kon у Далласі, штат Техас, та Otakon у Вашингтоні, округ Колумбія Іцукі також бере участь у гурті DenKare.

### Акторка озвучування
Юї Іцукі працює як голосова акторка з Holy Peak. Вона виступала в ролі акторки голосу в кількох відомих аніме, зокрема My-HiME, Black Butler, Mai-Otome, Magical Kanan, Kanokon та Venus Versus Virus. Її також можна почути у відеоіграх Makai Kingdom, Arcana Heart 3 та True tears.

## Дискографія
- Докладніше: Yōsei Teikoku

## Фільмографія

### Телебачення
- D.C. — Da Capo (2003, роль: Moe Mizukoshi, сезон 1)
- Futakoi (2004, роль: Kira Sakurazuki)
- My-HiME (2004, роль: Miya Suzuki)
- D.C. — Da Capo (2005, роль: Moe Mizukoshi, сезон 2)
- Futakoi Alternative (2005, роль: Kira Sakurazuki)
- Mai-Otome (2005, роль: Miya Clochlette)
- Magical Kanan (2005, роль: Tomoe Takasaki)
- Renkin 3-kyū: Magical? Pokān (2006, роль: Megumi)
- Venus Versus Virus (2007, роль: Luca)
- Kanokon (2008, роль: Mio Osakabe)
- Black Butler (2008, роль: Paula, сезон 1)
- Black Butler (2010, роль: Paula, сезон 2)

### Відеоігри
- Makai Kingdom (2005)
- Arcana-Heart-Serie (2008—2014)
- True tears (2006)
- Phantom Brave[7]
- Path to Nowhere (2022)